# ليستير هيريك
ليستير هيريك هو سياسي أمريكي، ولد في 14 ديسمبر 1827، وتوفي في 18 أبريل 1892.